# Charles-Hubert Gervais
Pour les articles homonymes, voir Gervais.
Charles-Hubert Gervais, né à Paris le 19 février 1671 et mort dans la même ville le 15 janvier 1744, est un compositeur français.

## Biographie
Charles-Hubert est né de l'union de Jeanne Mercier et d'Hubert Gervais, valet de chambre du duc d'Orléans. C'est probablement dans le foisonnement de cette cour qu'il reçut ses premiers rudiments musicaux, même si l'on ignore le nom de son maître. En 1683, à 12 ans la légende dit qu'il échoue au concours ouvrant au poste de sous-maître de musique à la Chapelle royale. Quatorze ans plus tard, en 1697, on le retrouve "ordinaire de la musique de son Altesse le duc d'Orléans". Intendant puis maître de la musique du futur Régent en 1700, il épouse, en 1701, Françoise du Vivier avec qui il aura trois enfants. Le 24 avril 1702, il succède alors à son père comme valet de chambre du duc.
Gervais est chargé d'enseigner son art à son maître, amoureux de la musique italienne, et l'aidera à composer deux opéras : Penthée (1705) et Suite d'Armide ou Jerusalem délivrée (1704). Le compositeur reste cependant fidèle à la tradition lullyste, notamment avec sa Méduse, sur un livret de Boyer (1697). Usant, comme François Couperin, de la réunion des goûts français et italiens, il livre son chef-d'œuvre, en 1716, Hypermnestre, sur un livret de Lafond.
En janvier 1723, le roi Louis XV le nomme à l'un des quatre quartiers de sous-maître de la musique de la Chapelle royale,,. Il livre alors une quarantaine de motets à grand chœur. Les autres quartiers de sous-maître sont alors confiés à André Campra et Nicolas Bernier.
Charles-Hubert Gervais n'a aucun lien de parenté avec le rouennais Laurent Gervais, claveciniste, pédagogue et auteur de plusieurs cantates et cantatilles.

## Catalogue des œuvres
- 1695 (et années suivantes) : Airs dans les  Recueils d'airs sérieux et à boire de Ballard, Paris 1695, 1696, 1699, 1710, 1711, 1712, 1716, 1717, 1720
- 1697 : Méduse, tragédie mise en musique en 5 actes et prologue, livret de Claude Boyer, créé à l'Opéra de Paris le 19 mai 1697 (manuscrits bibliothèques nationale de France, de l'Opéra de Paris, de l'Arsenal de Paris)
- 1698 : Divertissement, perdu
- 1703 (vers 1703) : Penthée, tragédie mise en musique en 5 actes et prologue, livret de C. A. de la Fare, créé au théâtre du Palais Royal à Paris vers 1703 (manuscrit à la Bibliothèque de l'Arsenal de Paris, collaboration avec Philippe d'Orléans)
- 1704 (vers 1704) : Suite d'Armide, ou Jerusalem délivrée, tragédie en musique en 5 actes et prologue, livret du Baron de Longepierre, créé à Fontainebleau vers 1704 (manuscrit à la Bibliothèque de l'Arsenal de Paris, collaborations avec Philippe d'Orléans)
- 1712 : Cantates françoises avec et sans simphonie, livre premier : Tircis, Aréthuse, Célimène, L'Amour vengé, Le Triomphe de Bacchus, Télémaque. Paris 1712 [L'Amour vengé, édité par J. Arger, Paris 1910]
- 1716 : Hypermnestre, tragédie mise en musique en 5 actes et prologue, livret de J. de La Font, créé à l'Opéra de Paris, le 3 novembre 1716 [l'acte 5 est révisé par Simon-Joseph Pellegrin en 1717]
- 1720 : Les Amours de Protée, opéra-ballet en 3 actes et prologue, livret de J. de La Font, créé à l'Opéra de Paris, le 1er mai 1720
- 1720 : Pomone, cantate [ajoutée à Les Amours de Protée] [4]
- 1721:  Te Deum
- 1722 : Divertissement, perdu
- 1731 : Les Parodies nouvelles, dans Nouveau recueil de chansons choisies, Den Haag, 1731
- 1733 : Suites de noëls, (flûtes, hautbois, bassons, violons, basse continue) [manuscrits déposés à la Bibliothèque nationale de France]
- 1745 : une chanson publiée dans le Mercure de France en septembre 1745
- 1752 : Nouvelles Poésies spirituelle et morales, Paris, 1752
- 42 grands motets [manuscrits déposés à la Bibliothèque nationale de France]
- s.d., 7 petits motets [manuscrit déposé à la Bibliothèque nationale de France]
- s.d., Une chanson publiée dans Le Tribut, Boivin s.d.

## Discographie
- Grand motet - Te Deum, Chorale des Jeunesses Musicales de France, Orchestre Des Jeunesses Musicales De France, conducted by Louis Martini. Vinyl LP 1958
- Grand motet - Exaudiat te Dominus, Chorale des Jeunesses Musicales de France, Orchestre de l'association des Concerts Pasdeloup, conducted by Louis Martini. Vinyl LP 1958
- Hypermnestre, Katherine Watson, , Hypermnestre, Mathias Vidal, Lyncée, Thomas Dolié, Danaüs, Philippe-Nicolas Martin, Arcas (ombre de Gélanor, le Nil), Chantal Santon-Jeffery, (NaÏade, bergère, Coryphée), Juliette Mars, (Isis, matelote), Manuel Munez Camelino (Grand Prêtre, Coryphée), Purcell Choir, Orfeo Orchestra, dir. Giörgy Vashegyi. 2 CD Glossa 2019. 5 Diapasons
- Grands motets - Exaudi Deus, O filii et filiae, Judica me Deus, Usquequo Domine, Te Deum, Purcell Choir, Orfeo Orchestra, conducted by György  Vashegyi. CD Glossa 2022. 5 Diapasons
- Grands motets - Jubilate Deo, Super flumina Babylonis, Miserere, Choeur du Concert Spirituel, Les Ombres, conducted by Sylvain Sartre. CD CVS 2022. 5 Diapasons